# Droga wojewódzka 896
Die Droga wojewódzka 896 (DW 896) ist eine 45 Kilometer lange Droga wojewódzka (Woiwodschaftsstraße) in der polnischen Woiwodschaft Karpatenvorland, die Ustrzyki Dolne mit Ustrzyki Górne verbindet. Die Strecke liegt im Powiat Bieszczadzki.

## Streckenverlauf
Woiwodschaft Karpatenvorland, Powiat Bieszczadzki
-  Ustrzyki Dolne (DK 84)
- Hoszów
- Rabe
- Żłobek
-  Czarna Górna (DW 894)
- Lutowiska
- Smolnik
-  Ustrzyki Górne (DW 897)